# 喜愛夜蒲2
《喜愛夜蒲2》是一部2012年上映的香港電影，為《喜愛夜蒲》及《喜愛夜蒲3》的姊妹作，背景續承上輯，讲述多對男女的夜生活。出品人李國興、伍健雄，監製伍健雄，策劃/導演錢國偉，由連詩雅、關楚耀、沈震軒、刘羽琦、陳偉成和陳靜儀領銜主演。

## 故事大綱
蘭桂坊夜夜笙歌、紙醉金迷，城中男女都喜愛到這裡尋開心，過著燈紅酒綠的生活。攝影師Rain（關楚耀飾）在派對中結識了富家女Summer（連詩雅飾），兩人一拍即合，隨即擦出激情愛火。二人身份雖然懸殊，但他們絕不介意，依然恩愛萬分。但遭富家女前男友從中作梗，使兩人感情出現裂縫。女方更突然提出分手，令攝影師接受不了...任職廣告公司的“蘭桂坊USB”Don（沈震軒飾）夜蒲斷片後拿錯了別人手機，發現手機中全是性感自拍照，千方百計想要與機主約會。幾經辛苦終於與熱情如火的機主Siri（劉羽琦飾）見面，兩人隨即打得火熱...跟班Avis（陳偉成飾）每晚放工後皆要陪上司夜蒲，但他只視為例行公事，並不愛結識異性。但當他遇上私鐘妹QQ（陳靜儀飾），對於她同樣遭上司戲虐而由憐生愛，從而慢慢愛上了私鐘妹。有一次更不忍看著私鐘妹被上司玩弄，一怒之下出手教訓上司並把私鐘妹帶走。跟班的英勇行為令私鐘妹大為感動，繼而發生了一夜情...警察阿輝（何浩文飾）每晚都會在蘭桂坊一帶巡邏，但他極為討厭這個地方。相反夜場女DJ Maxim（松岡李那飾）很喜愛這裡的熱鬧氣氛並熱愛自己的工作。兩個性格南轅北轍的人卻經常碰面。二人更時常在巡邏的簽到簿上以各式各樣的摺紙來傳情...四段不同的愛情故事，能否打破「夜場無真愛」的定律呢？

## 演员

### 主要演員
- 連詩雅 飾 Summer Lui
- 關楚耀 飾 Rain
- 沈震軒 飾 Don （獲得提名為第三十二屆香港電影金像獎最佳新演員）
- 劉羽琦 飾 Siri
- 陳偉成 飾 Avis
- 陳靜儀 飾 QQ
- 松岡李那 飾 Maxim
- 何浩文 飾 阿輝

### 其他演員
- 卓韻芝 飾 夜場老闆
- 張暖雅 飾 Angelina
- 羅力威 飾 阿威
- 周志康 飾 阿Bo
- 莊冬昕
- 陳僖儀 飾 Sita
- 李悅彤 飾 影樓助手
- 喇英
- 方珈悠
- 姜文杰
- 王淑玲
- 錢國偉
- 陳宛蔚
- 馮鎵瀠
- 鍾一憲

### 友情客串
- 古巨基
- 周勵淇
- 孫耀威 飾 CK 影樓老闆
- 方力申
- 蘇永康
- 金剛 飾 韓總Avis老闆
- 洪天明 飾 Korean Boy
- 林盛斌
- 莊思敏 飾 Jacquelin
- 王宗堯
- 范振鋒
- 鄧建明 飾 Summer爸爸( Mark Lui)
- 王驍

## 音樂
主題曲 
- 古巨基 － 〈戀無可戀〉

插曲 
- 連詩雅 - 〈好好過〉
- 連詩雅 -〈I'm still loving you〉
- 關楚耀 - 〈我還是甚麼〉
- 關楚耀 - 〈佔領（feat. MastaMic ）〉
- 莊冬昕 - 〈LKF Party People〉
- 陳僖儀 - 〈後備〉
- Jaden Michaels - 〈Get Crazy〉

## 分級
| 國家/地區 | 分級   |
| 香港      | IIB級  |
| 馬來西亞  | 18     |
| 台灣      | 限制级 |
| 新加坡    | M18    |
| 日本      | R15+   |
| 韩国      | 18     |

## 花絮
原本Summer一角由苟芸慧擔任，後據稱檔期與金枝慾孽貳相撞而辭演，並臨時請來上一集主角連詩雅演繹新角色。
2012年8月14日，陈伟成、陈静仪、连诗雅、何佩瑜、松冈李那等出演《喜爱夜蒲2》的演员在香港一家夜店举行狂欢派对，以祝贺优先场获得观众认可和成功。
2012年8月19日，香港举行《喜爱夜蒲2》的首映礼，导演钱国伟带领演员出席。

## 評價
明報的石琪給予2.5顆星（最高5顆），他說：「這些情緣幾乎都找愛來做，談不上床戲味，只是堆砌吧了。後段總算較好，最妙是情侶吵架，竟然怪責街頭燒焊工人阻頭阻勢，這一幕諷刺了後生仔不顧別人。最後在蘭桂坊玩出「倒流時光」，挽回女友芳心，也算聰明的設計。」
香港爽報的張居給予3個讚，他說：「相對第一集，今集顯得有紋有路，主題是厭倦了夜生活，開始向深度進發。」

## 票房
2012年9月1日，《喜愛夜蒲2》收857萬票房，最後收超過1100萬票房。《喜》片導演錢國偉率領一眾演員在尖沙嘴坐開篷巴士巡遊謝票。